# Травин, Пётр Александрович
Пётр Александрович Травин (1877—1942) — русский и советский поэт, критик и журналист.

## Биография
Родился 24 июня (6 июля) 1877 года в Москве в семье ремесленника. Приобрёл профессию столяра.
С юности начал писать стихи. Принимал участие в народных газетах: «Доля Бедняка», «Мужицкая Правда», «Красное Слово» и других, а также в «Юной России». Организовывал кружки писателей из народа, носившие революционный характер, был членом Суриковского кружка писателей из народа и печатался в большинстве его изданий.
В 1905 году писал и разбрасывал им самим напечатанные воззвания. Издавал журналы «Простая Жизнь», «Новая Воля» и другие, которые закрывались полицией; неоднократно приговаривался к тюремному заключению. В 1908 году редактировал журнал «Ясный сокол».
Использовал множество псевдонимов: Александров, Петр; Бедный, Петр; Дед Травоед; Клякса, Петр; Космач, Т.; Космач, Тимофей; Краснодеревец; П. А. Т.; П. Т.; Петровец; Петрухо--Ухо; Покой Твердо; Раешник Петруха; Т.; Т--н, П. А.; Тр., П.; Тра--н, П. А.; Тр--вин, П. А.; Тр--ин, П. А.; Товарищ.
Был членом Всероссийского общества крестьянских писателей (ВОКП) и сотрудничал в журнале общества «Жернов». Работал также в МОНО.
Скончался в 1942 году.